# Особливості радянських історичних джерел
Особливості радянських історичних джерел — це особливості історичних джерел створених в СРСР, які відрізняють їх від історичних джерел інших епох.
Одна з головних особливостей радянських державних історичних джерел — їх ідеологізація.« Народжувались те тільки ідеологічні штампи та міфи, як необхідна атрибутика схвалення радянського ладу, а також  — система методів, прийомів, умов, при яких теоретично, морально обґрунтовувалась будь-яка дія, факт і взагалі все, що завгодно, в будь-якому необхідному для СРСР напрямі, якості та забарвленні. Щоб зрозуміти сенс спотворень, недомовок і прямих фальсифікацій документів, треба розуміти для чого і чому це робилось.» Інколи факти в документах взагалі не фіксували.
Моральний стан радянського суспільства безпосередньо впливав на документи радянської епохи.